# Saint-Just, Cantal
Saint-Just este o comună în departamentul Cantal, Franța. În 1 ianuarie 2018 avea o populație de 190 de locuitori.